# 611
سنة 611 م، هي سنة مشتركة ابتدأت يوم الجمعة، وكان فيها الأحداث التالية.

## مواليد
- ليون الثاني

## وفيات
- جيزولف الثاني من فريولي.
- البابا ليون الثاني.